# Franziskanerinnen von der Heiligen Familie Jesus, Maria und Joseph
Die Franziskanerinnen von der Heiligen Familie Jesus, Maria und Joseph (engl.: Sisters of St. Francis of the Holy Family of Jesus, Mary and Joseph,  ital.: Suore Francescane della Sacra Famiglia di Gesù, Maria e Giuseppe, Ordenskürzel: OSF) sind ein Drittorden des hl. Franziskus. Die Ordensgemeinschaft für Frauen wurde 1864 von Josephine Termehr (1831–1892)  in Herford gegründet und ist auch als Franziskanerinnen von Dubuque bekannt.

## Geschichte
Josephine Termehr (Mutter Xavier) war zusammen mit anderen Kreuzschwestern seit 1860 in Herford. Die Schwestern wurden 1864 zurückberufen, Mutter Xavier blieb jedoch in Herford und gründete am 4. November 1864 die Franziskanerinnen von der Heiligen Familie Jesus, Maria und Joseph. Der Kulturkampf in Deutschland führte 1875 dazu, dass die 28  Franziskanerinnen Herford verlassen mussten und nach Iowa City in die Vereinigten Staaten übersiedelten.  
In Iowa City errichteten sie das erste katholische Waisenhaus. Diese Einrichtung wurde durch Bischof John Joseph Hennessy in ein Waisenhaus der Diözese Dubuque umgewandelt. Somit zog die Kommunität der Franziskanerinnen 1878 nach Dubuque (Iowa). 1900 errichteten die Schwestern eine weitere Niederlassung in Bancroft (Iowa), hier waren sie als Lehrerinnen an der Pfarrschule St. John tätig und übernahmen auch Aufgaben in der Seelsorge. 
Am 1. Juli 1905 erhielt die Kongregation ihre Bestätigung und wurde in den Ordensverbund der Franziskaner aufgenommen, am 2. Dezember 1914 wurde sie als Kongregation päpstlichen Rechts anerkannt und erhielt am 15. Juli 1925 die päpstliche Approbation durch Papst Pius XI.

## Organisation
Ihre überwiegend apostolischen Aufgaben üben die Schwestern heute in den USA und in Honduras aus. Das Generalhaus hat seinen Sitz in Dubuque, von hier aus werden die 367 Mitglieder betreut und die 133 Einrichtungen verwaltet.